# جوديث شابيرو
جوديث شابيرو (بالإنجليزية: Judith R. Shapiro)‏ هي عالمة الإنسان أمريكية، ولدت في 24 يناير 1942.

## وصلات خارجية
- جوديث شابيرو على موقع إن إن دي بي (الإنجليزية)